# Cocurès
Cocurès est une ancienne commune française, située dans le département de la Lozère en région Occitanie, devenue, le 1er janvier 2016, une commune déléguée de la commune nouvelle de Bédouès-Cocurès.
Ses habitants sont appelés les Cocuréléens.

## Géographie

### Localisation
Commune du Massif central située dans le parc national des Cévennes près du mont Lozère. 

### Communes limitrophes
|  | Les Bondons               |
|  | Cocurès                   |
|  | Bédouès (Bédouès-Cocurès) |

### Hydrographie
Le Tarn et le Briançon traversent Cocurès.

## Histoire

### Héraldique
| Cocurès | Le blasonnement de Cocurès est : de gueules aux deux truites d'argent affrontées en chevron, accompagnées de trois rochers d'or, deux en chef et un en pointe. |

## Politique et administration
| Période                                  | Période       | Identité    | Étiquette | Qualité |
| ---------------------------------------- | ------------- | ----------- | --------- | ------- |
| Les données manquantes sont à compléter. |               |             |           |         |
| mars 2001                                | décembre 2015 | Michel Cebe | PRG       | Facteur |

## Démographie
| 1793 | 1800 | 1806 | 1821 | 1831 | 1836 | 1841 | 1846 | 1851 |
| ---- | ---- | ---- | ---- | ---- | ---- | ---- | ---- | ---- |
| 290  | 283  | 326  | 298  | 293  | 300  | 319  | 301  | 342  |

| 1856 | 1861 | 1866 | 1872 | 1876 | 1881 | 1886 | 1891 | 1896 |
| ---- | ---- | ---- | ---- | ---- | ---- | ---- | ---- | ---- |
| 338  | 343  | 341  | 338  | 351  | 350  | 348  | 356  | 276  |

| 1901 | 1906 | 1911 | 1921 | 1926 | 1931 | 1936 | 1946 | 1954 |
| ---- | ---- | ---- | ---- | ---- | ---- | ---- | ---- | ---- |
| 247  | 265  | 262  | 187  | 178  | 165  | 174  | 167  | 150  |

| 1962 | 1968 | 1975 | 1982 | 1990 | 1999 | 2005 | 2010 | 2013 |
| ---- | ---- | ---- | ---- | ---- | ---- | ---- | ---- | ---- |
| 163  | 165  | 169  | 182  | 153  | 175  | 195  | 196  | 204  |

## Culture locale et patrimoine

### Lieux et monuments
- Parc national des Cévennes
- Mont Lozère

### Personnalités liées à la commune
- Le 29 septembre 1878, l'écrivain écossais Robert Louis Stevenson traversa Cocurès dans le cadre de sa randonnée à travers les Cévennes relatée dans Voyage avec un âne dans les Cévennes (1879).